# السلحفاة والأرنب

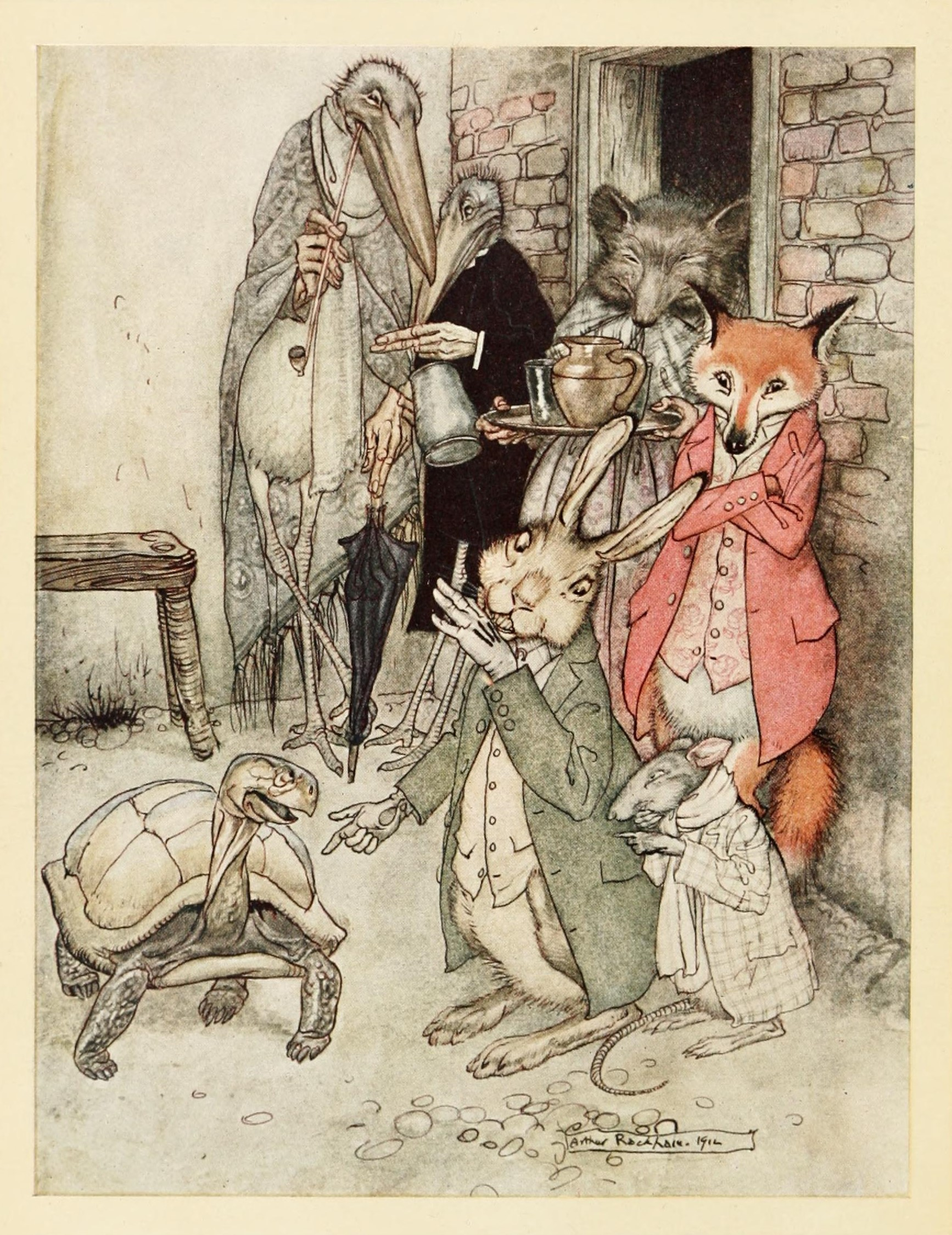
رسمة تمثل سباق السلحفاة والأرنب لأرثر راكهام

السلحفاة والأرنب هي قصة من التراث الأوروبي ويعود قدمها إلى عصر اليونان القديم. تكلمت الحكاية عن سباق بين الأرنب السريع والسلحفاة البطئ. وبسبب غرور الأرنب بسرعته نام قبل نهاية السباق ليتفاجأ أن السلحفاة اقتربت من خط النهاية، ليخسر السباق أمام السلحفاة البطيئة. وقد ورد أول ذكر لهذه الحكاية في خرافات إيسوب.